# EEPROM
Električno izbrisljiv programirljiv bralni pomnilnik ali z angleško kratico EEPROM (angleško Electrically Erasable Programmable Read-Only Memory) je vrsta pomnilnika EPROM, ki ga običajno brišemo in ponovno vanj vpisujemo v končni napravi. Brisanje je mnogo hitrejše kot pri EPROM. Možno je izbrisati in vpisati tudi posamezne lokacije. Programatorji za EEPROM so vgrajeni v čip.